# GOST

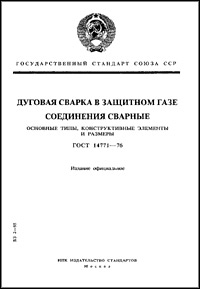
Titulní stránka normy GOST 14771-76

GOST (ГОСТ, původně z ruského государственный стандарт – „státní norma“) je soubor norem obhospodařovaných nadnárodní Euroasijskou radou pro normalizaci, metrologii a certifikaci (EASC), což je normotvorná organizace fungující v rámci Společenství nezávislých států; původně se jednalo o normy Sovětského svazu.

## Historie
V roce 1925 byl v Sovětském svazu založen vládní úřad pověřený normalizací, později pojmenovaný Gosstandart (Госстандарт); po druhé světové válce byl sovětský normotvorný proces zásadně reformován. První norma GOST (GOST 1 – Státní systém standardizace) byl vydán v roce 1968.
Po rozpadu SSSR se z GOST staly nadnárodní normy používané v zemích Společenství nezávislých států; používají je Rusko, Bělorusko, Ukrajina, Moldavsko, Kazachstán, Ázerbájdžán, Arménie, Kyrgyzstán, Uzbekistán, Tádžikistán, Gruzie a Turkmenistán. Mezinárodní organizace pro normalizaci uznává GOST jako regionální normy.

## Příklady norem
- GOST 7.67 – kódy zemí
- GOST 7396 – elektrické zásuvky a zástrčky
- GOST 10859 – znaková sada
- GOST 16876-71 – transliterace cyrilice do latinky
- GOST 27974-88 a GOST 27975-88 – programovací jazyk ALGOL 68
- GOST 28147-89 – bloková šifra, v kryptografii běžně označovaná prostě jako GOST